# Moviment Nacional (Polònia)
El Moviment Nacional (en polonès: Ruch Narodowy, RN) és un partit d'ultradreta de Polònia, membre de la coalició Confederació i es consideren hereus de l'Endecja històrica.

## Història
El Moviment es va formar l'11 de novembre de 2012 com a organització a partir de diverses faccions ultranacionalistes com l'ONR o l'UPR. El RN participaria de les eleccions al Parlament Europeu de 2014, obtenint només l'1,4% dels vots. A les eleccions locals del mateix any, la formació obtindria l'1,57% dels vots sense cap representació.
Tot i els resultats, el 10 de desembre de 2014 s'anunciaria la transformació del RN a partit polític, amb Robert Winnicki com el seu primer President. Per a les eleccions presidencials de 2015 impulsarien el seu candidat Marian Kowalski, que aconseguiria un 0.52% dels vots. A les legislatives del mateix any, el partit va tancar un acord amb Kukiz'15 per a presentar-se a les seves llistes, en les quals aconseguirien cinc escons. Tanmateix, un any més tard el RN trencaria la col·laboració amb K'15, anunciant el seu propi grup parlamentari. Així però, només Robert Winnicki va seguir la línia del partit, mentre que la resta de diputats es mantindrien a K'15 i marxarien del partit per formar una nova organització.
A finals de 2018 el Moviment i KORWiN anunciarien la creació d'una coalició per a presentar-se a les eleccions europees del següent any, el que seria la Confederació Llibertat i Independència. En aquestes obtindrien el 4,55% dels vots, a prop del llindar del 5%. L'aliança es reeditaria per a les eleccions legislatives, en les quals obtindria el 6.81% i 11 escons, dels quals 5 serien del Moviment. A finals de legislatura una ex-diputada de Llei i Justícia, Anna Siarkowska, s'integraria al partit i al grup de la Confederació.
Per a les eleccions presidencials de 2020, la coalició va celebrar unes primàries en les quals va ser elegit Krzysztof Bosak, del Moviment Nacional. Durant la primera volta de les eleccions, Bosak va rebre 1.317.380 vots amb el 6,78%, quedant quart entre onze candidats. Al 2023 el partit tornaria a presentar-se a través de la Confederació, obtenint 6 diputats dels 18 escons de la coalició, que milloraria lleugerament els seus resultats. A les europees de 2024, la Confederació aconseguiria aquesta vegada superar el llindar amb el 12.08% i 6 eurodiputats, dels quals 2 serien del Moviment.

## Resultats electorals

### Sejm
| Any  | Líder           | Vots                    | %                       | Escons  | +/- | Govern   |
| ---- | --------------- | ----------------------- | ----------------------- | ------- | --- | -------- |
| 2015 | Robert Winnicki | 1,339,094               | 8.8(#3)                 | 3 / 460 | Nou | Oposició |
| 2019 | Robert Winnicki | Dins de la Confederació | Dins de la Confederació | 5 / 460 | 2   | Oposició |
| 2023 | Krzysztof Bosak | Dins de la Confederació | Dins de la Confederació | 6 / 460 | 1   | Oposició |

### Presidencials
| Any  | Candidat         | 1a volta  | 1a volta   | 2a volta | 2a volta | Resultat |
| Any  | Candidat         | Vots      | %          | Vots     | %        | Resultat |
| ---- | ---------------- | --------- | ---------- | -------- | -------- | -------- |
| 2015 | Marian Kowalski  | 77,630    | 0,52 / 100 |          |          | Derrota  |
| 2020 | Krzysztof Bosak  | 1,317,380 | 6,78 / 100 |          |          | Derrota  |
| 2025 | Sławomir Mentzen |           |            |          |          |          |

### Parlament Europeu
| Any  | Líder           | Vots                    | %                       | Escons | +/– | Grup |
| ---- | --------------- | ----------------------- | ----------------------- | ------ | --- | ---- |
| 2014 | Robert Winnicki | 98,626                  | 1.47 (#9)               | 0 / 52 | Nou | –    |
| 2019 | Robert Winnicki | Dins de la Confederació | Dins de la Confederació | 0 / 52 | Nou | –    |
| 2024 | Krzysztof Bosak | Dins de la Confederació | Dins de la Confederació | 2 / 53 | 2   | PfE  |